# A mon seul Désir
A mon seul Désir is een kunstwerk van voormalig kunstenaarsduo Berkman en Janssens, bestaande uit de Nederlandse kunstenaressen Margot Berkman en Eline Janssens. Het is een betegelde bank waarop zeven figuren van wit metaal staan. Deze figuren stellen de zintuigen voor. Het kunstwerk staat in Park Leeuwesteyn, in de Utrechtse wijk Leidsche Rijn en is een cadeau van voormalig burgemeester Annie Brouwer-Korf aan de stad Utrecht. Het werk werd gemaakt in 2010.

## Beschrijving
A mon seul Désir is een betonnen bank die bekleed is met glanzende kleurige tegels. In het midden van de bank zijn zeven figuren geplaatst: twee apen, een boom, twee pauwen, een haas en een vogel. Ze zijn gemaakt van staal met een witte coating, en symboliseren de zintuigen reuk, smaak, zicht en gehoor. De bank is 12,6 meter lang, 2,5 meter breed en 45 cm hoog. De beeldengroep is 11 meter lang en op het hoogste punt 3 meter hoog.

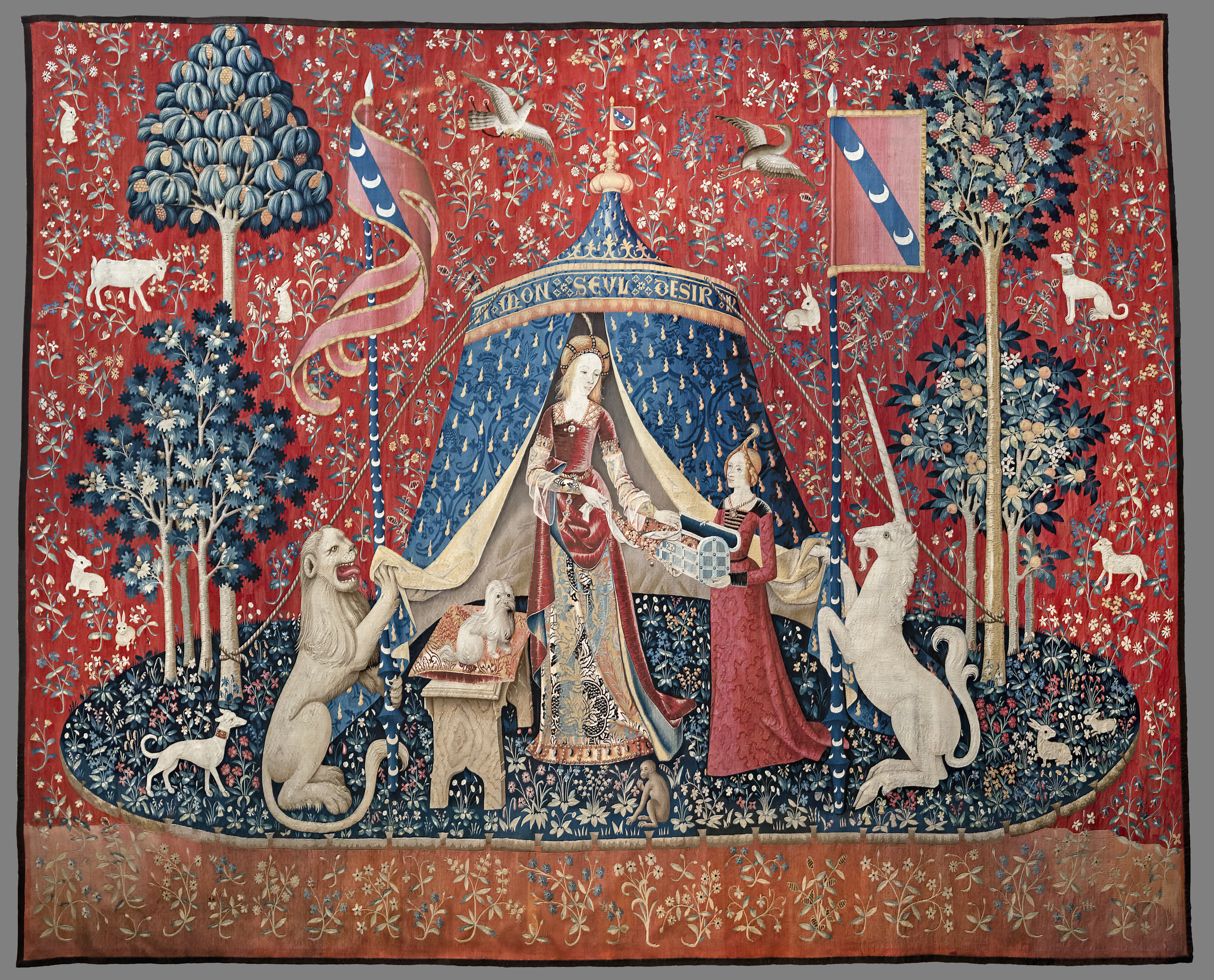
Het tapijt 'A mon seul désir' was een inspiratie voor de kunstenaars

Voormalig burgemeester van Utrecht Annie Brouwer-Korf wilde de wijk Leidsche Rijn een kunstwerk geven dat zou kunnen dienen als een ontmoetingsplaats voor de bewoners. Een inspiratiebron voor Berkman en Janssens was het middeleeuwse tapijt A mon seul Désir dat onderdeel is van een serie van zes tapijten met de naam ‘La Dame à la Licorne’ (De dame met de eenhoorn).

## Galerij

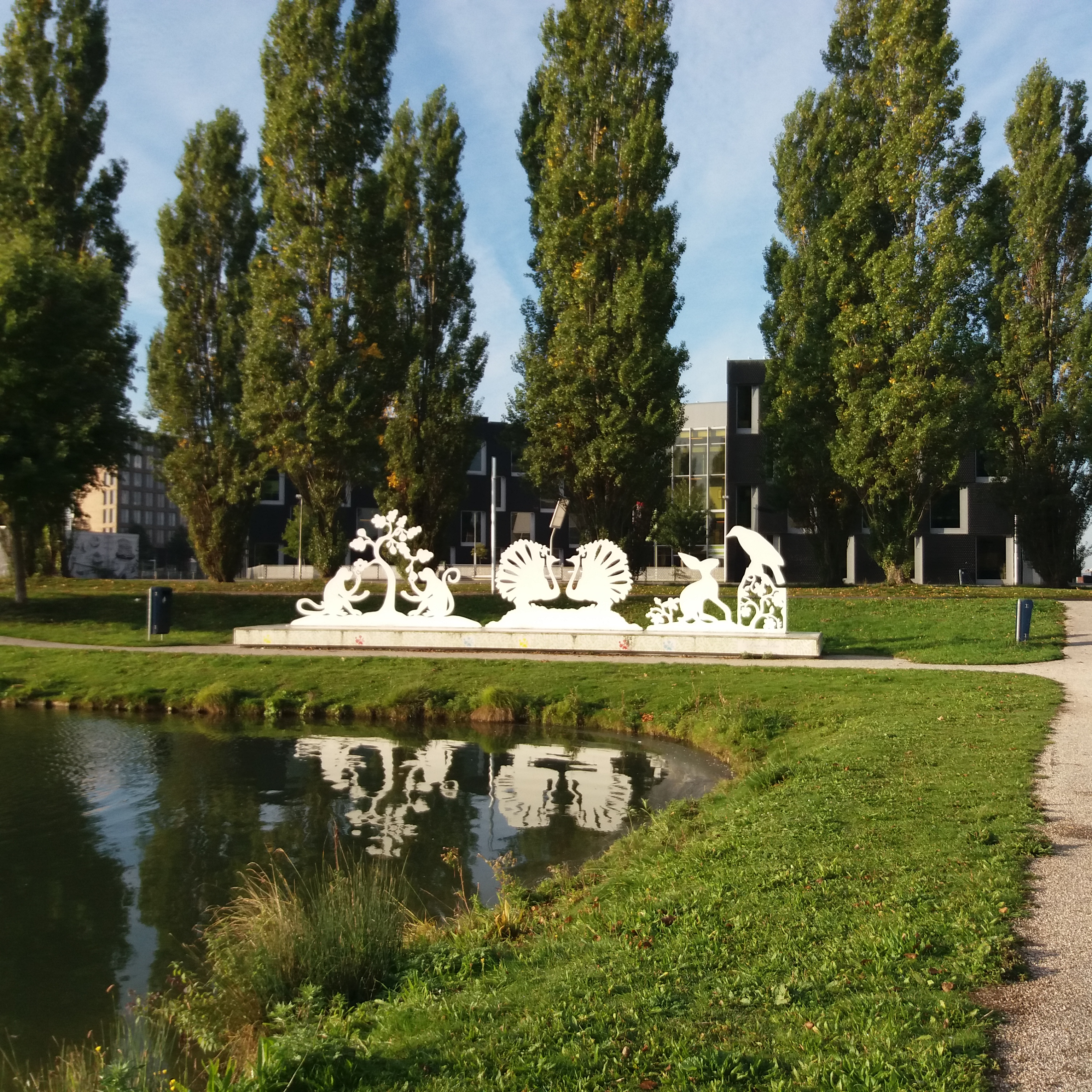
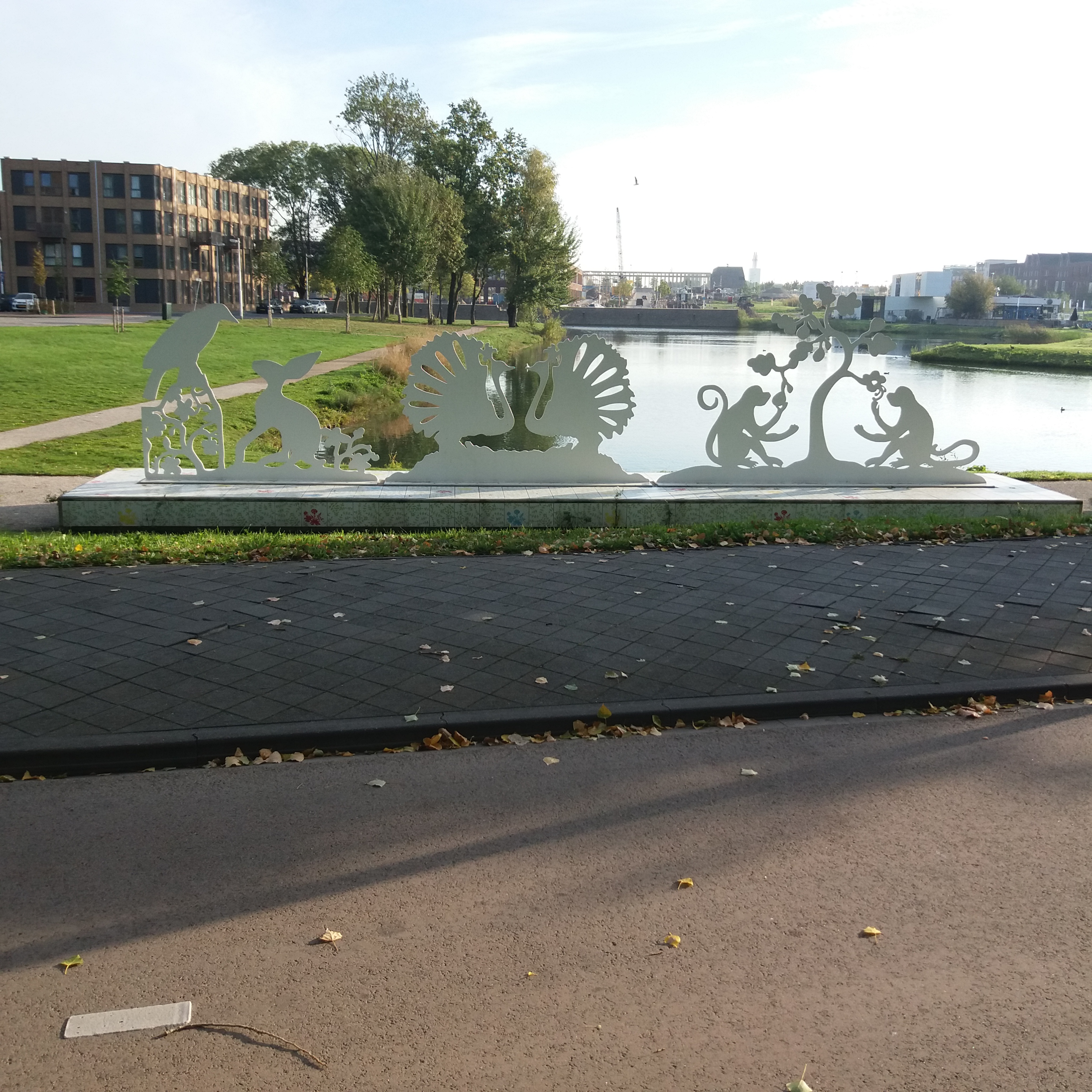

## Externe bron
Gemeente Utrecht - Beelden in de stad: A mon seul Désir